# Martin Stephan (Organist)
Martin Stephan (* 21. Juni 1952 in Gotha) ist ein deutscher Organist, Kantor und Kirchenmusiker.

## Biographie
Als Thomaner galt das Leben des Martin Stephan bereits im Kindesalter der Musik. Nach einem Studium in Eisenach ging er nach Weimar und belegte dort die Fächer Orgel und Dirigieren an der Hochschule für Musik „Franz Liszt“. Dieses ergänzte er durch eine zusätzliche Ausbildung zum Carilloneur in Vilnius und Kaunas. Seine Karriere begann er mit einer Kapellmeisterstelle an den Städtischen Bühnen zu Erfurt. Anschließend übernahm er das Amt des Organisten an den Erfurter Museen sowie die des Carilloneur am Glockenspiel „Bartholomäusturm“.
1986 begann Stephan seine langjährige Tätigkeit als Organist der Konzerthalle Ulrichskirche und bis 2002 als Carilloneur am Roten Turm zu Halle (Saale). In der Zeit von 1997 bis 2002 war er zudem Titularorganist an St. Georgen in Eisenach, der Taufkirche Johann Sebastian Bachs.
Stephans Lehrtätigkeit fand ihren Anfang bereits während seiner Erfurter Zeit, allerdings an der Musikhochschule in Weimar, wo er von 1976 bis 1989 die Fächer Orgel, Dirigieren und Schulmusik unterrichtete und als Assistent dem Kammerchores unter Gert Frischmuth diente. Drei Jahre nach dem Wechsel nach Halle verlegte Stephan auch seine Lehrtätigkeit dorthin, an die Evangelische Hochschule für Kirchenmusik Halle mit den Fächern Orgel-Literatur, Improvisation und Chorleitung sowie der Leitung des Hochschulchores.
Im Jahre 2003 wechselte er erneut seinen Wirkungsort mit der Übernahme der Kantoren- und Organistenstelle an St. Nicolai in Westerland auf Sylt. Von dort aus unternimmt Martin Stephan auch Konzertreisen als Organist nach Frankreich, Italien, Belgien, Ungarn, Russland, Polen, das ehemalige Jugoslawien und die USA. Innerhalb Deutschlands genoss Stephan auch die Zusammenarbeit mit dem Philharmonischen Staatsorchester Halle. Regelmäßig kehrt er während der jährlich im Rahmen der Halleschen Händelfestspiele Anfang Juni stattfindenden „Orgelnacht“ zurück an die Ulrichskirche.

## Musikstil
Der Musikstil des Traditionalisten Martin Stephan ist geprägt von seiner Vorliebe für die romantische Orgel-Literatur (Liszt, Mendelssohn, Reger) wie auch die Interpretation barocker Werke (Bach, Buxtehude).
Ein Charakteristikum von Stephans Orgelspiel ist, ähnlich wie bei Matthias Eisenberg, die gängige Praxis, sein Konzert mit einer meist großangelegten und voluminösen Improvisation über ein gegebenes Thema zu beenden (z. B. über ein Thema von Händel während der hallischen Orgelnacht).

## Diskografie
- Sonntagskonzert. Martin Stephan an der Kemper-Orgel der Evang. Stadtkirche St. Nicolai in Westerland auf Sylt. Organpromotion, Westerland/Sylt, 2008.[3]
- Festliche Musik für Trompete und Orgel. Aus St. Georgen zu Eisenach. John Roderick MacDonald (Trompete) und Martin Stephan (Orgel). Naxos, 2000.
- Jesu, geh voran. Improvisationen über Lieder der Herrnhuter Brüdergemeine. Martin Stephan an der Georges-Heintz-Orgel der Brüdergemeine Königsfeld. Organpromotion, Brüdergemeine Herrnhut, o. J.
- Johann Sebastian Bach: Johannespassion BWV 245 (Passio secundum Johannem). Live-Mitschnitt. Kantorei an St. Nicolai/Westerland, Jenaer Philharmonie (Ltg. Martin Stephan). Evang.-luth. Kirchengemeinde Westerland/Sylt, o. J.
- Antonín Dvořák: Stabat Mater. Live-Mitschnitt. Kantorei an St. Nicolai/Westerland, Knabenchor, Jenaer Philharmonie (Ltg. Martin Stephan). Evang.-luth. Kirchengemeinde Westerland/Sylt, o. J.
- Jauchzet, frohlocket. Eine weihnachtliche Orgelmusik. Improvisationen und Bearbeitungen über Themen von Händel, Bach u. a. Martin Stephan an der Sauer-Ahlborn-Orgel der Neuapostolischen Kirche zu Gifhorn. Organpromotion, Gifhorn, o. J.
- Alleluja – Lieder zur Weihnacht. Martina Rüping (Sopran) und Martin Stephan (Orgel). Konzerthalle Ulrichskirche, Halle, o. J.